# Sertolovo
Sertolovo (em russo:  Сертолово; em finlandês:  Sierattala) é uma das cidades no distrito de Vsevolozhsk, no Oblast de Leningrado, na Rússia. Localiza-se ao norte de São Petersburgo, no centro do assentamento urbano de Sertolovsky. Foi foundada em 1936 e recebeu o status de cidade em 1998.

## História
Sertolovo foi fundada em 1936 no local de um antigo assentamento de finlandeses da Íngria, cujos habitantes foram deportados. O assentamento foi mencionado em fontes anteriores como Sirotala. A cidade "tomou emprestado" o nome Sertolovo de uma vila com o mesmo nome do rio Sirotala, que flui na região de Sertolovo-2. A vila de Sirotala é conhecida desde o início do século XVI e foi mencionada pela primeira vez no Cadastro de Vodskaya Pyatina de 1500 como "a vila de Sirotala no rio Sirotala". O topônimo é de origem báltico-fínica, provavelmente derivado das palavras siro - "elegante" e talo - "casa", "propriedade".
Em 1936, militares se mudaram para lá e, entre 1939 e 1940, Sertolovo foi usada como base de onde as tropas foram enviadas para a Guerra de Inverno. Desde o início, Sertolovo fazia parte do distrito de Vsevolozhsky, no oblast de Leningrado. De acordo com o mapa topográfico do Exército Vermelho de 1939, a vila tinha 41 famílias; e em 1940, a vila de Sertolovo tinha 30 famílias. Durante a Segunda Guerra Mundial, Sertolovo não foi ocupada e, juntamente com a cidade de Leningrado, foi cercada por tropas alemãs e finlandesas. O território da vilaabrigou a retaguarda de unidades de artilharia, armazéns militares e hospitais:
- Hospital de Evacuação nº 2081
- Hospitais Móveis de Campo Cirúrgico nº 253, 3549, 5477 e 5479
- Hospital Móvel de Campo Terapêutico nº 5480

No início de 1944, o quartel da cidade militar de Sertolovo-2 abrigou os cursos de formação de subtenentes do 23º Exército. Em junho de 1944, a 63ª Divisão de Fuzileiros da Guarda, como parte do 30º Corpo de Fuzileiros da Guarda do 23º Exército, lançou uma ofensiva contra o inimigo a partir das linhas da vila. O 30º Corpo de Fuzileiros da Guarda era comandado pelo antigo comandante da divisão, General Nikolai Pavlovich Simonyak. A divisão, tendo concluído sua missão no Istmo da Carélia e no Báltico, retornou a Sertolovo em 1945. Após a guerra, Sertolovo praticamente não tinha população civil, até o início da construção maciça de moradias na década de 1950. Em 1977, Sertolovo recebeu o status de assentamento de tipo urbano e, em 1998, o status de cidade. Foi a cidade de importância oblast até 2010, quando a estrutura administrativa do Oblast de Leningrado foi harmonizada com a sua estrutura municipal. Atualmente tem uma população de 61.845 habitantes.

## Economia
A economia de Sertolovo é baseada em instalações militares. Cerca de 70% da população, em 2009, era composta por militares e suas famílias. Empresas industriais em Sertolovo produzem construções de concreto e recipientes de plástico. Sertolovo é essencialmente um subúrbio de São Petersburgo e está incluído na rede rodoviária suburbana. Em particular, está localizado na rodovia que segue em direção a Viburgo. A cidade fica a vários quilômetros a nordeste da plataforma ferroviária Pesochnaya, localizada na ferrovia que conecta São Petersburgo e Viburgo.